# John Stewart Battle
John Stewart Battle (New Bern, 11 luglio 1890 – 9 aprile 1972) è stato un politico statunitense.

## Biografia
Fu il cinquantaseiesimo governatore della Virginia. Nato nella Contea di Craven nello stato della Carolina del Nord, studiò alla Wake Forest University.
Alla sua morte il corpo venne sepolto nel Monticello Memorial Park a Charlottesville. Ebbe un figlio, anche lui un famoso politico, William Cullen Battle.